# Emił Kremenliew
Emił Georgiew Kremenliew (ur. 13 sierpnia 1969 roku w Warnie), bułgarski piłkarz grający na pozycji prawego obrońcy.

## Kariera piłkarska

### Kariera klubowa
Jest wychowankiem Slawii Sofia, z którą w wieku dwudziestu lat zadebiutował w ekstraklasie. Był członkiem zespołu w sezonach 1989–1990 i 1990–1991, kiedy Slawia zajęła odpowiednio drugie i trzecie miejsce w tabeli. W 1993 przeszedł do Lewskiego Sofia, a następnie zadebiutował w reprezentacji Bułgarii.
W latach 1993–2000 był zawodnikiem dwu najbardziej utytułowanych klubów w kraju (nie licząc krótkiej przerwy w rundzie wiosennej 1995–1996, którą spędził w Olympiakosie Pireus) – Lewskiego (1993–1997) i CSKA (1997–2000). Chociaż nie zawsze mieścił się w pierwszej jedenastce obu zespołów, to w ciągu tych siedmiu lat wywalczył łącznie trzy tytuły mistrza Bułgarii (dwa z Lewskim), również trzykrotnie wygrywał w rozgrywkach o Puchar Bułgarii (dwa razy z CSKA).
Pod koniec 2000 otrzymał propozycję od swojego rodaka Georgiego Wasilewa, który był wówczas trenerem trzecioligowego klubu niemieckiego Unionu Berlin, i po raz drugi w swojej karierze zdecydował się na zagraniczny transfer. Union okazał się rewelacją rozgrywek w Niemczech; jako pierwsza drużyna, grająca w tak niskiej klasie, awansował do finału Pucharu Niemiec, dzięki czemu w kolejnym sezonie - już jako drugoligowiec - reprezentował kraj w Pucharze UEFA.
Po powrocie do kraju Kremenliew występował w zespołach drugoligowych lub walczących o pozostanie w ekstraklasie. Piłkarską karierę kończył w amatorskim klubie FK Kaziczene.

### Kariera reprezentacyjna
W reprezentacji Bułgarii zadebiutował 8 września 1993 roku w spotkaniu eliminacji do Mundialu 1994 ze Szwecją (1:1). Ówczesny selekcjoner Dimityr Penew od dłuższego czasu miał kłopoty z obsadą pozycji prawego obrońcy. Kremenliew spisał się na tyle dobrze, że wystąpił również na mistrzostwach, na których Bułgarzy dotarli do półfinału. Na siedem spotkań w tym turnieju zagrał w pięciu, dwa opuszczając z powodu czerwonej kartki, jaką otrzymał w meczu 1/8 finału z Meksykiem.
Dwa lata później znalazł się w kadrze na Euro 1996, ale tam był jedynie zmiennikiem młodszego o pięć lat Radostina Kisziszewa. Penew obdarzał go dużym zaufaniem, często powoływał do kadry, mimo iż Kremenliew nie zawsze grał w swoim klubie, i może dlatego reprezentacyjna kariera piłkarza skończyła się wraz z odejściem tego trenera.

## Sukcesy piłkarskie
- wicemistrzostwo Bułgarii 1990 i III miejsce w lidze w sezonie 1990–1991 ze Slawią Sofia
- mistrzostwo Bułgarii 1994 i 1995 oraz Puchar Bułgarii 1994 z Lewskim Sofia
- mistrzostwo Bułgarii 1997 oraz Puchar Bułgarii 1997 i 1999 z CSKA Sofia
- finał Pucharu Niemiec 2001 oraz awans do 2. Bundesligi w sezonie 2000–01 z Unionem Berlin

## Próby rozpoczęcia kariery politycznej
Kremenliew, wzorem kolegi z reprezentacji Jordana Leczkowa, po zakończeniu kariery piłkarskiej próbował rozpocząć karierę polityczną. W wyborach parlamentarnych w 2009 zajął pierwsze miejsce na liście wyborczej partii Ruch na rzecz Praw i Wolności, reprezentującej głównie interesy mniejszości tureckiej w Bułgarii, w obwodzie sofijskim. Mimo to, nie uzyskał mandatu. Wcześniej startował w wyborach na burmistrza Panczarewa, ale również nieskutecznie.